# Hydrovatus nigricans
Hydrovatus nigricans är en skalbaggsart som beskrevs av Sharp 1882. Hydrovatus nigricans ingår i släktet Hydrovatus och familjen dykare. Inga underarter finns listade i Catalogue of Life.